# 奧迪斯·霍吉
奧迪斯·亞歷山大·貝索·霍吉（英語：Aldis Alexander Basil Hodge，1986年9月20日—）是一名美國男演員。參與過的著名作品如TNT電視劇《偷天任務》（2008年至2012年）、電影《衝出康普頓》（2015年）、電影《關鍵少數》（2016年）及WGN America電視劇《地下鐵路》（2016年至2017年）。

## 早期生活
奧迪斯·霍吉出生於北卡羅萊納州昂斯洛縣。他的父母奧迪斯·貝索·霍吉（Aldis Basil Hodge）和約萊特·伊凡潔琳·李察森（Yolette Evangeline Richardson）都曾在美国海军陆战队服役。霍吉的母親來自佛羅里達州，而他的父親最初來自美屬維爾京群島聖托馬斯島。霍吉從小就演奏單簧管和小提琴，但成年後卻專注於小提琴。他在18歲時購買了他的第一張唱片。除了表演外，霍吉還會設計手錶、書寫和繪畫。他的哥哥艾德恩·霍吉也是一名演員。

## 職業生涯
霍吉的第一個影視角色為1995年電影《終極警探3》中的雷蒙德（Raymond）。2007年，霍吉在他21歲生日那天獲得了TNT電視劇《偷天任務》中的亞歷克·哈迪森（Alec Hardison）一角。2009年，他因這一角色而提名了土星獎最佳電視男配角。之後，他相繼出演了傳記片《衝出康普頓》（2015年）、《關鍵少數》（2016年）及WGN America電視劇《地下鐵路》（2016年至2017年）。其中他在《衝出康普頓》飾演饒舌歌手MC Ren。
2019年，霍吉與凱文·貝肯共同主演電視劇《山巔之城》。2020年9月，霍吉獲選在DC漫畫電影《黑亞當》（2022年）中飾演鷹俠，同年出演电影《迈阿密的一夜》（2020年）。

## 外部連結
- 官方网站
- Aldis Hodge在互联网电影资料库（IMDb）上的資料（英文）